# Figuren aus James-Bond-Filmen
Die in diesem Artikel gelisteten Figuren aus James-Bond-Filmen und angegebenen Informationen beziehen sich auf die fiktiven Personen der James-Bond-Filme. Die Romanvorlagen Ian Flemings stellen manche Personen und Ereignisse anders dar.

## MI6

### M
M ist Leiter des Geheimdienstes MI6 und der direkte Vorgesetzte von Commander James Bond. Der Deckname M leitet sich von „Sir Miles Messervy“ (nach anderen Quellen wird der Vorname auch „Myles“ geschrieben) ab, dem bürgerlichen Namen des Geheimdienstchefs in den Romanen. Diese Idee geht auf Sir Mansfield Smith-Cumming zurück, der von seinen Untergebenen „C“ genannt wurde. Der Name wurde allerdings erst im neunten Film der James-Bond-Reihe (Der Mann mit dem goldenen Colt) preisgegeben. Zurück geht M auf den realen Leiter der NID John Henry Godfrey unter dem Ian Fleming im Krieg diente. M wurde von 1962 bis 1989 von männlichen Darstellern gespielt. Zwischen 1995 und 2012 stellte Judi Dench die Rolle dar. Seit 2015 wird M erneut von einem Mann (Ralph Fiennes) gespielt.
M führt zwar formal den gesamten MI6, der Zuschauer trifft jedoch nur auf diese Figur, wenn es um die „Doppel-Null-Abteilung“ geht, in der die neun besten Agenten des MI6 arbeiten. Da seine Mitarbeiter stets in der Welt verstreut sind und – allen voran Bond – ihren eigenen Kopf haben, ist es für M nicht leicht, den Überblick zu bewahren. Er respektiert jedoch die Erfahrung seiner Mitarbeiter und ist auch bereit, ihre Vorschläge anzunehmen. Da vor allem Bond dazu neigt, allzu selbständig und undiszipliniert zu agieren, ist M regelmäßig dazu gezwungen, ihn energisch auf seine Pflichten aufmerksam zu machen. Er droht dem Agenten damit, ihm wichtige Aufträge zu entziehen oder ihn gar in den Innendienst zu versetzen – eine Arbeit, die Bond laut eigener Aussage nicht liegt. In Lizenz zum Töten entzieht M dem aufmüpfigen Bond sogar die Doppel-Null-Lizenz.
Der schon etwas ältere M ist die nahezu einzige Figur im Bond-Universum, vor der der selbstbewusst auftretende Agent Respekt hat, die er als übergeordnete Autorität akzeptiert und von der er sich zurechtweisen lässt. Bond bringt seinen Chef gelegentlich in peinliche Situationen, etwa wenn er mit einer Agentin im Bett liegt und diese Szene von hochrangigen Funktionsträgern gesehen wird. Obwohl das Verhältnis von M und Bond immer wieder von Konflikten geprägt ist, scheint der Geheimdienstchef doch eine väterliche Sympathie für den Agenten zu empfinden. Auch Bond fühlt eine starke Loyalität zu M und setzt beispielsweise sein Leben aufs Spiel, um ihn/sie zu schützen (Skyfall).
M hat gute Kontakte zur Spitze der britischen Politik, und während er seinen Agenten die grobe Arbeit im Feld überlässt, fungiert er selbst häufig als Diplomat in Verhandlungen mit dem sowjetischen KGB und als Koordinator der Einsätze. Unterstützt wird er von seiner Sekretärin Miss Moneypenny und dem Quartiermeister Q.
Als er von Bernard Lee dargestellt wurde, hatte M den Rang eines Admirals und dadurch eine starke Affinität zum Thema Seefahrt, was sich zum Beispiel in der Ausstattung seines feudalen Landsitzes ausdrückte, der in James Bond 007 – Im Geheimdienst Ihrer Majestät zu sehen war (zum ersten und einzigen Mal). M wurde dabei als passionierter Schmetterlingssammler gezeigt. Auch im Büro des Geheimdienstchefs fanden sich Schiffsmodelle oder Gemälde mit Seefahrtsszenen. Ms Marine-Vergangenheit drückte sich außerdem in seiner Sprache aus („Der Premierminister hängt mich an der höchsten Rahe auf!“). Mit der Übernahme der Rolle durch Judi Dench (1995) wurde sie teilweise neu konzipiert. Ein seefahrerischer Hintergrund war nicht mehr erkennbar. M bewohnte nun ein modernes Apartment in London (in das Bond in Casino Royale und Skyfall einbricht). Ab dieser Inkarnation wird mehrfach angedeutet, dass der Dienstname „M“ kein willkürlich gewähltes Kürzel ist, sondern der Anfangsbuchstabe des bürgerlichen Nachnamens des jeweiligen Amtsträgers. Bond deutet dies in Casino Royale an, bevor er Ms Namen aussprechen kann, droht sie damit ihn töten zu lassen. Der Nachname von Ralph Fiennes’ Version der Figur heißt mit Nachnamen Mallory.
M wirkt meist etwas mürrisch. Bis in die 1980er-Jahre empfing er Bond regelmäßig in seinem holzgetäfelten Büro, um ihn dort mit seinem neuen Auftrag zu betrauen. In der Zeit, in der M von Judi Dench dargestellt wurde (1995 bis 2012), residiert M in einem modern ausgestatteten Büroraum. Mit dem Wechsel zu Ralph Fiennes im Film Skyfall nahm das Büro wieder sein holzgetäfeltes Aussehen an. In Spectre ähnelt der Charakter Ms wieder mehr der von Bernard Lee dargestellten Figur. Allerdings wurde die Figur, anders als bei Lee, handlungstragend ausgebaut.
In Die Welt ist nicht genug ist ein Porträt von Bernard Lee zu sehen.

#### Bernard Lee (1962–1979)
Von Anfang an bis zum Tod des Darstellers Bernard Lee 1981 knüpft die Figur eng an Flemings Vorlage an. Nach Lees Tod kam der darauf folgende Film In tödlicher Mission aus Respekt vor dem Darsteller ohne M aus.
Spielt in:
| - James Bond jagt Dr. No - Liebesgrüße aus Moskau - Goldfinger - Feuerball | - Man lebt nur zweimal - Im Geheimdienst Ihrer Majestät - Diamantenfieber - Leben und sterben lassen | - Der Mann mit dem goldenen Colt - Der Spion, der mich liebte - Moonraker |

#### John Huston  (1967)
In der nicht von Eon produzierten Parodie Casino Royale (1967) wurde M von John Huston gespielt.
Spielt in:
- Casino Royale

#### Edward Fox (1983)
Im nicht von Eon produzierten Film Sag niemals nie wurde M von Edward Fox gespielt.
Spielt in:
- Sag niemals nie

#### Robert Brown (1983–1989)
Von Octopussy bis zu Lizenz zum Töten übernahm Robert Brown die Rolle. Seinen richtigen Namen erfährt man nicht, jedoch ist er bereits in Der Spion, der mich liebte einmal zu sehen und wird dort als Admiral Hargreaves bezeichnet. Aus den Filmen geht jedoch nicht hervor, ob diese Figur mit dem späteren M identisch ist. Allerdings wird er in Im Angesicht des Todes von General Anatol Gogol (KGB) mit „Admiral“ angesprochen. Im Vergleich zu Bernard Lees M ist er etwas freundlicher, hält sich jedoch im Wesentlichen an die von Lee geprägte Figur.
In No Time to Die ist ein Porträt von Robert Brown zu sehen.
Spielt in:
| - Octopussy - Im Angesicht des Todes | - Der Hauch des Todes - Lizenz zum Töten |

#### Judi Dench (1995–2012)

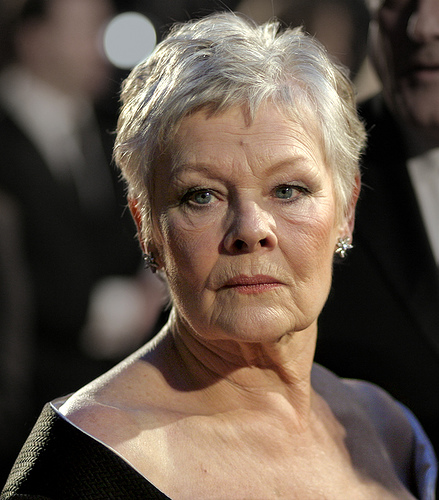
Judi Dench (2007)

Die in GoldenEye erstmals von Judi Dench verkörperte M stellt ein Novum dar, da erstmals eine Frau an der Spitze des MI6 steht. Gleichzeitig ist die von Dench verkörperte M die einzige wiederkehrende Bond-Figur, welche im Zuge des Reboots der Reihe durch Casino Royale weiterhin von der gleichen Schauspielerin verkörpert wurde.
Die Filme lassen es offen, ob es sich in den Filmen mit Brosnan und in denen mit Craig um dieselbe M handelt oder Dench zwei verschiedene Varianten des gleichen Charakters spielt.
Gemeinsam über beide „ihrer“ Bond-Darsteller ist ihre generelle Einstellung, die Arbeit und Integrität ihres Geheimdienstes über das Schicksal einzelner Agenten zu stellen; scheinbar auch ohne Rücksicht auf Bond, der häufig seine Intuition Ms Anweisungen vorzieht:
In Stirb an einem anderen Tag lässt sie Bond erst nach 14 Monaten in nordkoreanischer Gefangenschaft austauschen und begründet dies trocken damit, dass Bond die Regeln hierfür kenne. In Skyfall nimmt sie mit einem Schießbefehl Bonds (vermeintlichen) Tod in Kauf. Ihre Frustration mit Bond zeigt sich dabei unterschiedlich. Brosnans Bond sieht sie als Relikt des Kalten Krieges, Craigs Bond (der mehrfach scheinbar mühelos in Ms Wohnung einbricht und ihre privatesten Daten herausfindet) raubt ihr mit seiner impulsiven Art als junger Doppel-Null-Agent die Nerven. Dennoch lässt sie über ihre gesamte Zeit durchblicken, dass sie insgeheim weiß, dass Bond der beste Agent im Geheimdienst ist, und lässt ihn nur deshalb langfristig weiterhin agieren, wie er es für richtig hält. Insbesondere in Skyfall wird sie für Craigs Bond zudem als eine Art Mutterfigur stilisiert.
Denchs M ist die erste Version der Figur, welche häufiger persönlich in das Geschehen involviert ist (Die Welt ist nicht genug, Skyfall). Auch ihr Privatleben bzgl. Kinder und Lebensgefährten wird mehr erwähnt.
Der größte Widerspruch, ob es sich bei dieser Version von M über alle Filme um die gleiche Person handelt, ist in Skyfall zu finden. Hier wird erwähnt, dass sie in den 1990er Jahren Abteilungsleiterin in Hong Kong war, was ihrer Rolle in den Brosnan-Filmen widerspricht.
In Keine Zeit zu sterben ist ein Porträt von Judi Dench zu sehen.
Der Inlandsgeheimdienst MI5 wurde zu dieser Zeit von 1992 bis 1996 erstmals von einer Frau (Stella Rimington) geführt. Judi Dench nahm sie anfangs als Vorbild für die schauspielerische Darstellung ihrer Rolle als MI6-Chefin.
Spielt in:
| - GoldenEye - Der Morgen stirbt nie - Die Welt ist nicht genug - Stirb an einem anderen Tag | - Casino Royale - Ein Quantum Trost - Skyfall - Spectre (auf einer Videobotschaft) |

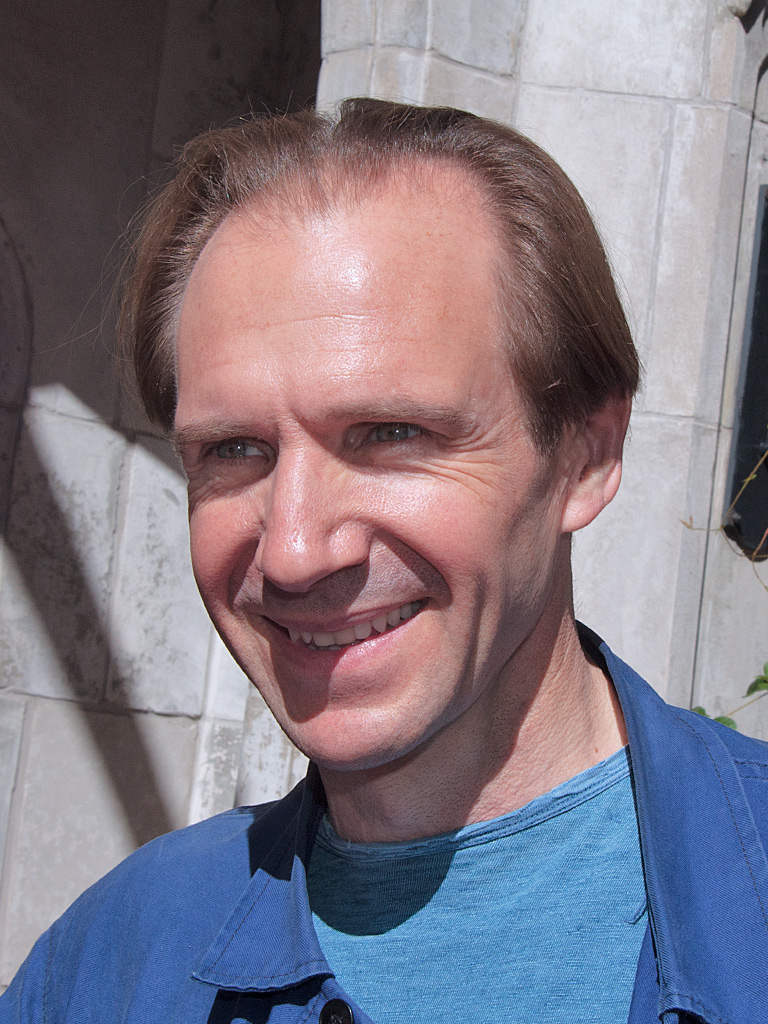
Ralph Fiennes (2013)

#### Ralph Fiennes (seit 2012)
Nachdem in Skyfall die bisherige M (Judi Dench) gestorben ist, verkörpert nun Ralph Fiennes die Figur des M namens Gareth Mallory. M war zuvor Geheimdienstkoordinator, um die Arbeit der vorherigen M zu überwachen. Er ist ein ehemaliger Oberstleutnant des britischen Special Air Service und wurde drei Monate von der IRA gefangen gehalten. Dieser Hintergrund ist in folgenden Filmen die Grundlage dafür, dass M von vornherein eine aktivere Rolle einnimmt als seine Vorgänger. Bond ist zuerst nicht begeistert von ihm, ändert jedoch seine Meinung im Lauf der Handlung von Skyfall, was sich nicht zuletzt darin ausdrückt, dass er Mallory am Ende des Films demonstrativ mit „M“ anspricht. Gleichzeitig ist dies die erste Verkörperung von M, die auch nach seiner Beförderung von Bond gelegentlich noch mit bürgerlichem Namen angesprochen wird.
Spielt in:
- Skyfall
- Spectre
- Keine Zeit zu sterben

### Q
Q leitet als Quartiermeister (engl. Quartermaster) die fiktive Forschungs- und Entwicklungsabteilung des britischen Geheimdienstes MI6. „Q“ steht, wie auch „M“, mehr für einen Posten als für einen Namen. Vorbild für Q ist Charles Fraser-Smith, der für den MI6 und den SOE für die Beschaffung von Spezialausrüstung zuständig war. In den Romanen von Ian Fleming erscheint die Figur nur selten, meist ist nur von der „Q-Abteilung“ die Rede. Q erscheint in jedem der 007-Filme, außer in Leben und sterben lassen (wobei er hier erwähnt wird und seine Gadgets Bond von M und Moneypenny übergeben werden), Casino Royale und in Ein Quantum Trost. Während die Erfindungen zunächst noch relativ realistisch sind, werden sie, beginnend mit Goldfinger, immer extravaganter und phantastischer. Im Gegensatz dazu erhält James Bond in Skyfall von Q (dargestellt von Ben Whishaw) nur eine personalisierte Walther PPK und einen Sender. Der jüngere Q nach dem Neustart der Serie erweist sich zusätzlich als ausgezeichneter Programmierer und Computerexperte.

#### Peter Burton (1962)
Peter Burton spielt im 1. James-Bond-Film Dr. No den Waffenmeister Major Boothroyd. Dieser erscheint nur in einer kleinen Szene am Anfang des Films, in der er Bonds Beretta-Pistole durch eine Walther PPK ersetzt, und tritt noch ernst und humorlos auf. Außerdem wird er von M noch nicht mit „Q“ angesprochen, sondern mit „Major Boothroyd“.
Spielt in:
- James Bond jagt Dr. No

#### Desmond Llewelyn (1963–1999)

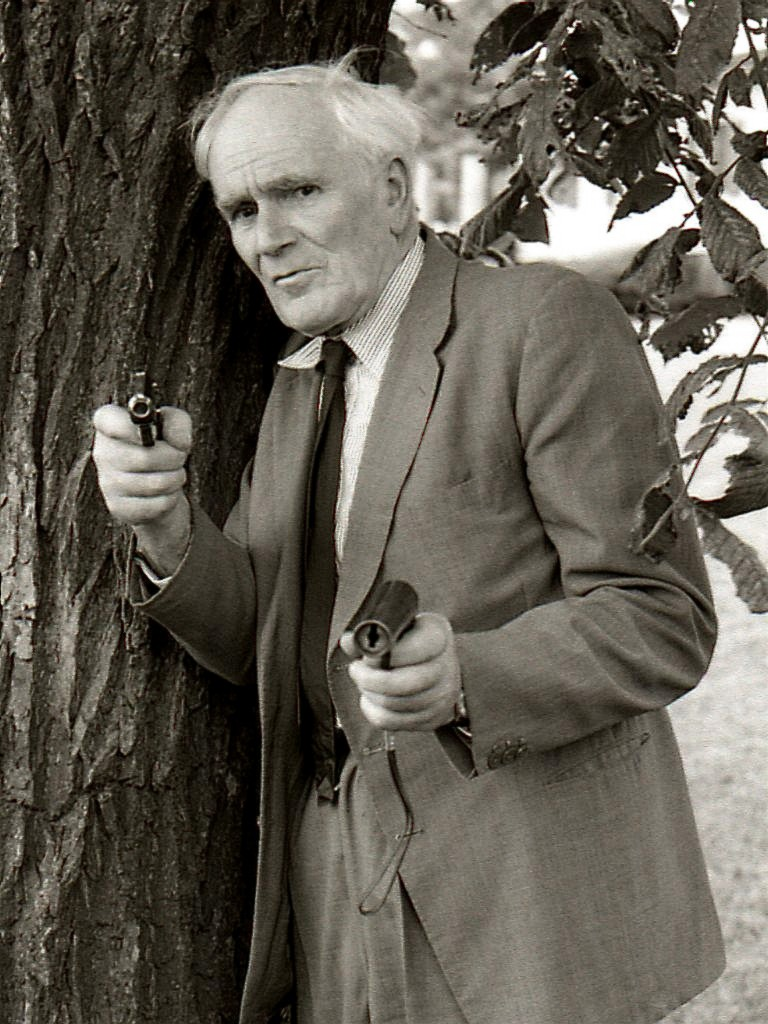
Desmond Llewelyn als Q

Auf Grund von Terminüberschneidungen war Peter Burton für seine Rolle als Major Boothroyd in Liebesgrüße aus Moskau nicht verfügbar und wurde deshalb durch Desmond Llewelyn ersetzt. Seitdem verkörperte Llewelyn bis zu seinem Tod durch einen Autounfall 1999 Q in allen 007-Filmen, abgesehen von Leben und sterben lassen und Sag niemals nie. Bei seinem letzten Auftritt als Q war Llewelyn bereits 85 Jahre alt.
Nachdem Desmond Llewelyn die Rolle übernommen hatte, wurde die Beziehung von Q und Bond deutlich ausgebaut. In den ersten Bond-Filmen mit Desmond Llewelyn scheint die Beziehung zwischen Bond und Q noch antipathisch. In den späteren Bond-Filmen werden beide jedoch fast Freunde, und es entwickeln sich einige Running Gags:
- Die von Q hergestellten Geräte werden fast ausnahmslos durch den Gebrauch Bonds zerstört.
- Q ermahnt Bond deshalb ständig zu einer besseren Pflege und fordert ihn auf, gelegentlich auch die Gebrauchsanweisung zu lesen.
- Bond demonstriert jedes Mal, wenn ihm Q ein neues Gerät aushändigt, dass er sofort perfekt damit umgehen kann, obwohl er es zum ersten Mal sieht und – vor allem bei Pierce Brosnans Bond – Qs Ausführungen nur halbherzig zuhört.

In Lizenz zum Töten stellt sich Q trotz Bonds Rücktritt vom MI6 auf Bonds Seite und versorgt ihn nicht nur mit technischen Spielereien, sondern unterstützt ihn auch bei seinem Vorhaben. Mit den Worten „Guten Morgen, Major Boothroyd!“ wird er auch in Der Spion, der mich liebte von Anya Amasova begrüßt, als er ihm den Lotus zum Einsatzort bringt. Major Geoffrey Boothroyd, so lautet sein vollständiger Name, hat sich (nach Desmond Llewelyns Tod) zu Zeiten von Stirb an einem anderen Tag in den Ruhestand zurückgezogen; in Die Welt ist nicht genug stellte er bereits seinen Nachfolger (gespielt von John Cleese, s. u.) vor.
Obwohl Llewelyn in 17 Bond-Filmen über den Zeitraum von 36 Jahren, also mehr als jeder andere Schauspieler, mitwirkte, ist er insgesamt nur rund 30 Minuten zu sehen.
Spielt in:
| - Liebesgrüße aus Moskau - Goldfinger - Feuerball - Man lebt nur zweimal - Im Geheimdienst Ihrer Majestät - Diamantenfieber | - Der Mann mit dem goldenen Colt - Der Spion, der mich liebte - Moonraker - In tödlicher Mission - Octopussy - Im Angesicht des Todes | - Der Hauch des Todes - Lizenz zum Töten - GoldenEye - Der Morgen stirbt nie - Die Welt ist nicht genug |

#### Geoffrey Bayldon  (1967)
In der nicht von Eon produzierten Parodie Casino Royale (1967) wurde Q von Geoffrey Bayldon gespielt.
Spielt in:
- Casino Royale

#### Alec McCowen (1983)
Im nicht offiziellen Film Sag niemals nie von 1983 wurde Q von Alec McCowen verkörpert.
- Sag niemals nie

#### John Cleese (1999–2002)

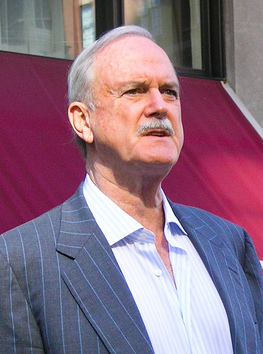
John Cleese

Als absehbar war, dass Desmond Llewelyn aus Altersgründen die Rolle nicht mehr würde ausfüllen können, wurde in Die Welt ist nicht genug ein von John Cleese gespielter Assistent von Q eingeführt, den Bond als „R“ (der im Alphabet auf Q folgende Buchstabe) bezeichnet. Nach dem Tod Llewelyns durch einen Autounfall im Jahr 1999 wurde Cleeses Figur in die Rolle von Q „befördert“.
R mochte den Geheimagenten aufgrund dessen Geringschätzung seinen Geräten gegenüber von Anfang an nicht. Obwohl die jeweils von Llewelyn und Cleese verkörperten Figuren sich deutlich unterscheiden, haben sie zu ihrer professionellen Arbeit dieselbe Einstellung. Qs Zitat aus Goldfinger „Ich scherze nie, wenn es um meine Arbeit geht.“ wird in Stirb an einem anderen Tag von R mit Verweis auf seinen Vorgänger wiederverwendet. 

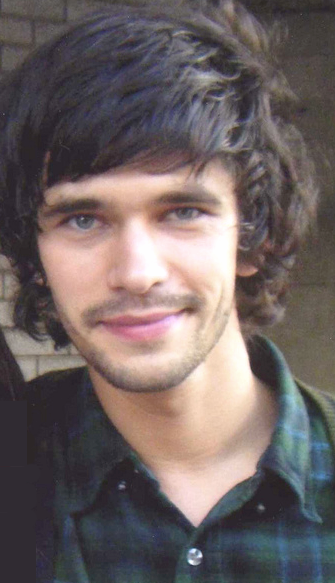
Ben Whishaw

Spielt in:
- Die Welt ist nicht genug (als R)
- Stirb an einem anderen Tag

#### Ben Whishaw (seit 2012)
Während die Figur des Q in den beiden vorangegangenen Filmen nicht in Erscheinung trat, übernahm Ben Whishaw die Rolle des Q in Skyfall. Er ist deutlich jünger als Bond, was ein Novum der Reihe darstellt. Der neue Q erweist sich – angepasst an das 21. Jahrhundert – als kompetenter Computerspezialist mit besonderem Fokus auf Cyberabwehr. Anders als seine Vorgänger weiß er Bond durchaus ironisch Paroli zu bieten, sein Selbstbewusstsein in puncto Cybersicherheit lässt ihn mitunter allerdings auch nachlässig werden (Skyfall). Seine Gadgets fielen zunächst deutlich reduzierter und weniger ausgefallen aus, was er selbstironisch damit begründet, dass „explodierende Stifte“ (eine Anspielung auf GoldenEye) von seiner Abteilung nicht mehr hergestellt werden. Bereits in Spectre orientieren sich die Gadgets jedoch weniger an denen aus Skyfall. Wie seine Vorgänger bittet dennoch auch er Bond, die teure Ausrüstung wieder unversehrt zurückzubringen.
Häufiger als seine Vorgänger unterstützt Q Bond unter der Hand gegen die Linie des MI6, was ihm betont unangenehm ist, da seine Karriere im Geheimdienst aufgrund seines geringen Alters noch wenig abgesichert ist. Bond weiß um diese Situation und nutzt sie mitunter schamlos aus; gleichzeitig zeigen beide einander eine zurückhaltende Wertschätzung. Q ist sichtlich bewegt, Bonds Tod in Keine Zeit zu sterben zu bezeugen.
Spielt in:
- Skyfall
- Spectre
- Keine Zeit zu sterben

### Miss Moneypenny

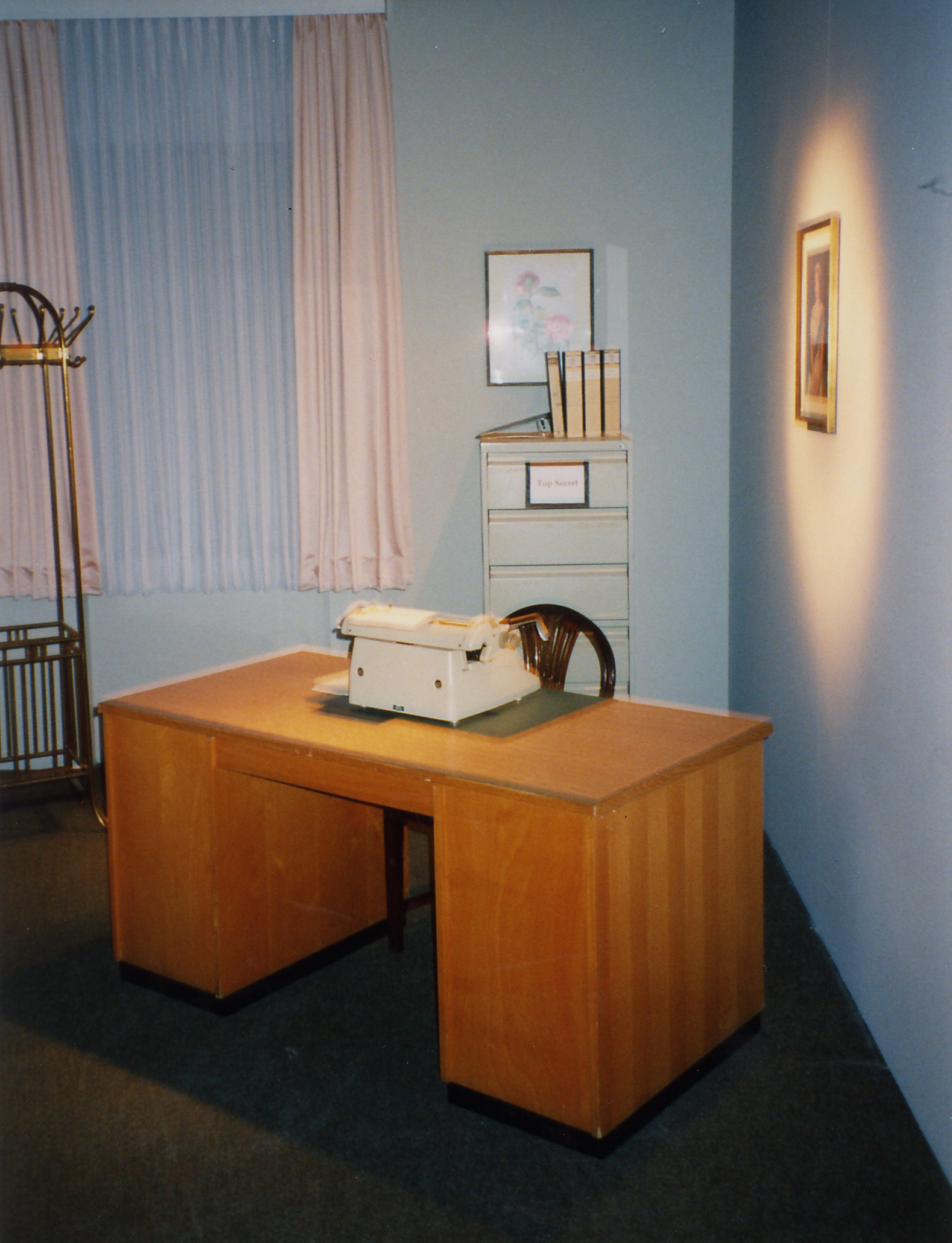
Vorzimmer zu Zeiten von Lois Maxwell

Miss Moneypenny, manchmal auch nur „Moneypenny“ oder „Eve Moneypenny“ genannt, ist eine feste Größe in den James-Bond-Filmen und tauchte, bis auf Casino Royale und Ein Quantum Trost, in allen Filmen und selbst in Parodien auf. Sie ist die Sekretärin von Bonds Chef M. Unermüdlich tippt sie Briefe und hat am Anfang eines Films gelegentlich die Aufgabe, Bond zu finden.
Moneypennys größter Wunsch ist es, einmal mit Bond auszugehen, doch dieser Wunsch wird ihr nicht erfüllt. Die harmlosen Flirts zwischen Bond und Moneypenny gehören genauso zu den Bond-Filmen wie die Auftritte von Waffenmeister Q. Ihr innigstes Verhältnis hatte sie wohl mit dem von Sean Connery gespielten Bond, obwohl sie auch dem Bond des George Lazenby sehr nahe kommt, der sie einmal sogar auf den Mund küsste. Moneypenny ist eine der wenigen Frauen, die nicht von Bond verführt wurden.
Nach dem Neustart der Reihe mit Casino Royale im Jahr 2006 kommt sie in den ersten beiden Filmen nicht vor. Erst im Film Skyfall erscheint eine jüngere Eve Moneypenny, zunächst als kämpferische Agentin an der Seite von James Bond, die später jedoch nach einem missglückten Rettungsversuch, bei dem Bond angeschossen wurde, auf dessen Empfehlung hin den Job im Vorzimmer von M annimmt.

#### Lois Maxwell (1962–1985)
Bis einschließlich Im Angesicht des Todes wurde Moneypenny in allen offiziellen Bond-Filmen von der Kanadierin Lois Maxwell gespielt. Bereits in Octopussy (1983) stellte sie mit Miss Penelope Smallbone ihre neue Assistentin vor, war jedoch im folgenden Film noch einmal dabei. Als sie dann erfuhr, dass sie gleichwohl ersetzt werden sollte, bot sie sogar an, sich liften zu lassen, um die Rolle behalten zu dürfen.
Spielt in:
| - James Bond jagt Dr. No - Liebesgrüße aus Moskau - Goldfinger - Feuerball - Man lebt nur zweimal | - Im Geheimdienst Ihrer Majestät - Diamantenfieber - Leben und sterben lassen - Der Mann mit dem goldenen Colt - Der Spion, der mich liebte | - Moonraker - In tödlicher Mission - Octopussy - Im Angesicht des Todes |

#### Barbara Bouchet (1967)
In der nicht von Eon produzierten Parodie Casino Royale (1967) wurde Miss Moneypenny von Barbara Bouchet gespielt.
Um genau zu sein spielte Barbara Bouchet die Tochter von Miss Moneypenny.
Spielt in:
- Casino Royale

#### Pamela Salem (1983)
Im nicht offiziellen Film Sag niemals nie von 1983 verkörperte Pamela Salem Miss Moneypenny.
- Sag niemals nie

#### Caroline Bliss (1987–1989)
In den beiden Filmen mit Timothy Dalton, Der Hauch des Todes und Lizenz zum Töten, übernahm Caroline Bliss die Rolle, hatte jedoch keine großen darstellerischen Entfaltungsmöglichkeiten. Lizenz zum Töten ist ferner der einzige Bond-Film, in dem Moneypenny zwar zu sehen ist, aber nicht mit Bond aufeinandertrifft.
Spielt in:
- Der Hauch des Todes
- Lizenz zum Töten

#### Samantha Bond (1995–2002)
Ab GoldenEye und in den folgenden drei Filmen mit Pierce Brosnan als James Bond verkörpert Samantha Bond die gute Seele von Bonds nunmehr weiblichen Vorgesetzten. Dem sich wandelnden Zeitgeist entsprechend, agiert Moneypenny in ihren Flirts mit Bond auf Augenhöhe und deutlich selbstbewusster. In Die Welt ist nicht genug wirft sie beispielsweise Bonds geschmackloses Mitbringsel seiner letzten Mission – eine Zigarre – in den Mülleimer.

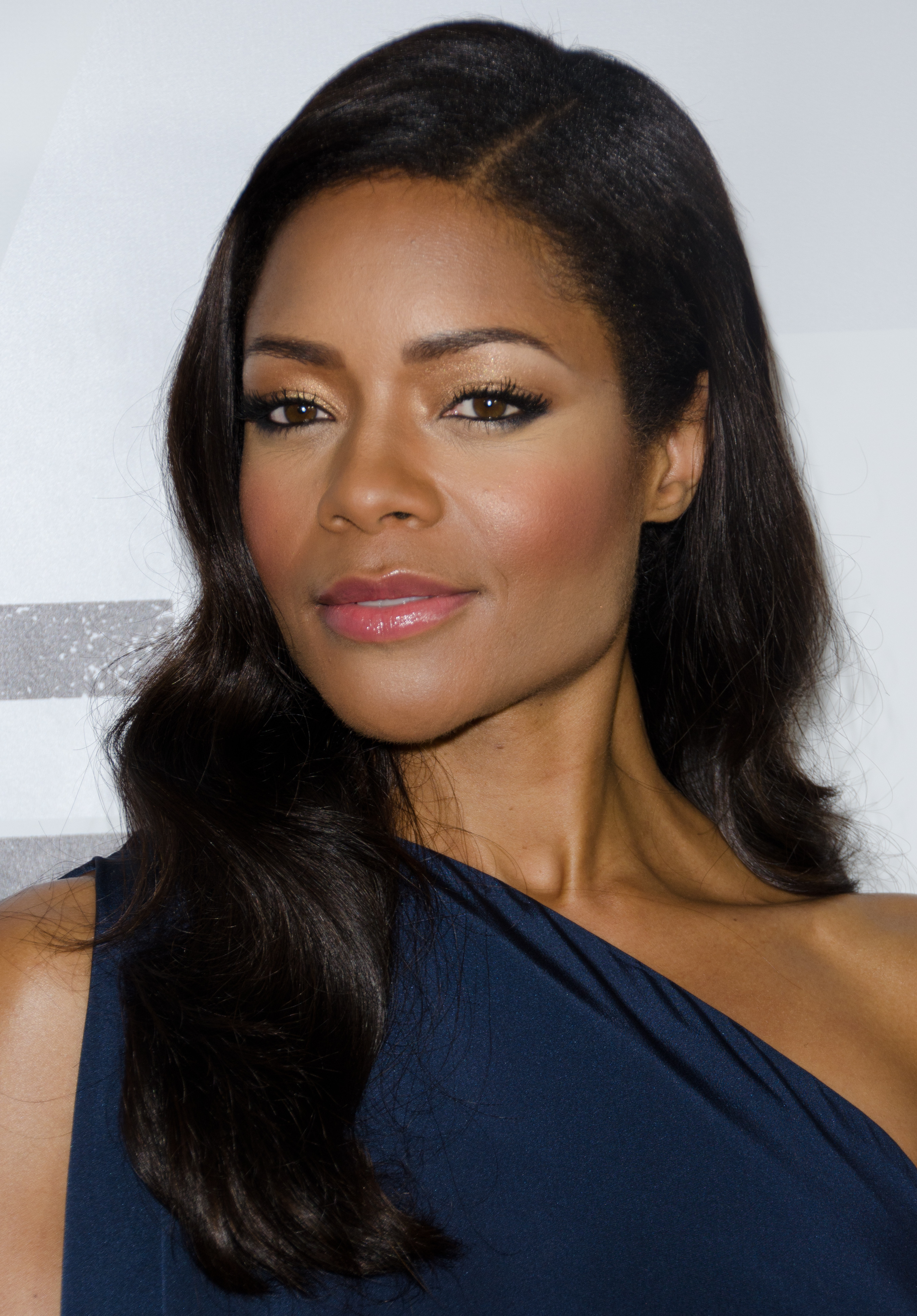
Naomie Harris (2012)

Spielt in:
| - GoldenEye - Der Morgen stirbt nie | - Die Welt ist nicht genug - Stirb an einem anderen Tag |

#### Naomie Harris (seit 2012)
Nachdem Miss Moneypenny in den beiden vorangegangenen Filmen nicht in Erscheinung getreten war, wurde im Juli 2011 bekanntgegeben, dass Naomie Harris als vierte Darstellerin die Rolle in Skyfall übernimmt und somit zum ersten Mal eine dunkelhäutige Frau die Vorzimmerdame verkörpert. Bei der anlässlich des Drehbeginns veranstalteten Pressekonferenz vom 3. November 2011 wurde jedoch bekannt gegeben, dass diese Angabe nicht stimme und Harris eine Agentin namens Eve spiele. Erst zur Premiere wurde dann offenbart, dass Harris ein und dieselbe Person spielt und Moneypenny damit einen Vornamen bekommt. Vor dem Hintergrund, dass mit der Rolle der Eve Moneypenny zum ersten Mal zugleich eine kämpferische Agentin verkörpert wird, erklärte Harris in einem Interview, alle Stunts selbst gemacht und hart dafür trainiert zu haben.
Die von Harris dargestellte Moneypenny zeigt anders als ihre Vorgängerinnen eine deutlich subtilere Zuneigung zu Bond. In Spectre wird gezeigt, wie ein Mann im gleichen Bett wie sie schläft, was impliziert, dass Moneypenny erstmals in der Filmreihe eine Liebesbeziehung hat, auch wenn sie dies gegenüber Bond als reine Freundschaft herunterspielt.
Spielt in:
- Skyfall
- Spectre
- Keine Zeit zu sterben

### Charles Robinson
Charles Robinson ist in den Filmen von 1997 bis 2002 beim MI6 Bonds Kontaktmann und die rechte Hand von M. Colin Salmon übernahm die Rolle.
Spielt in:
| - Der Morgen stirbt nie | - Die Welt ist nicht genug | - Stirb an einem anderen Tag |

### Bill Tanner

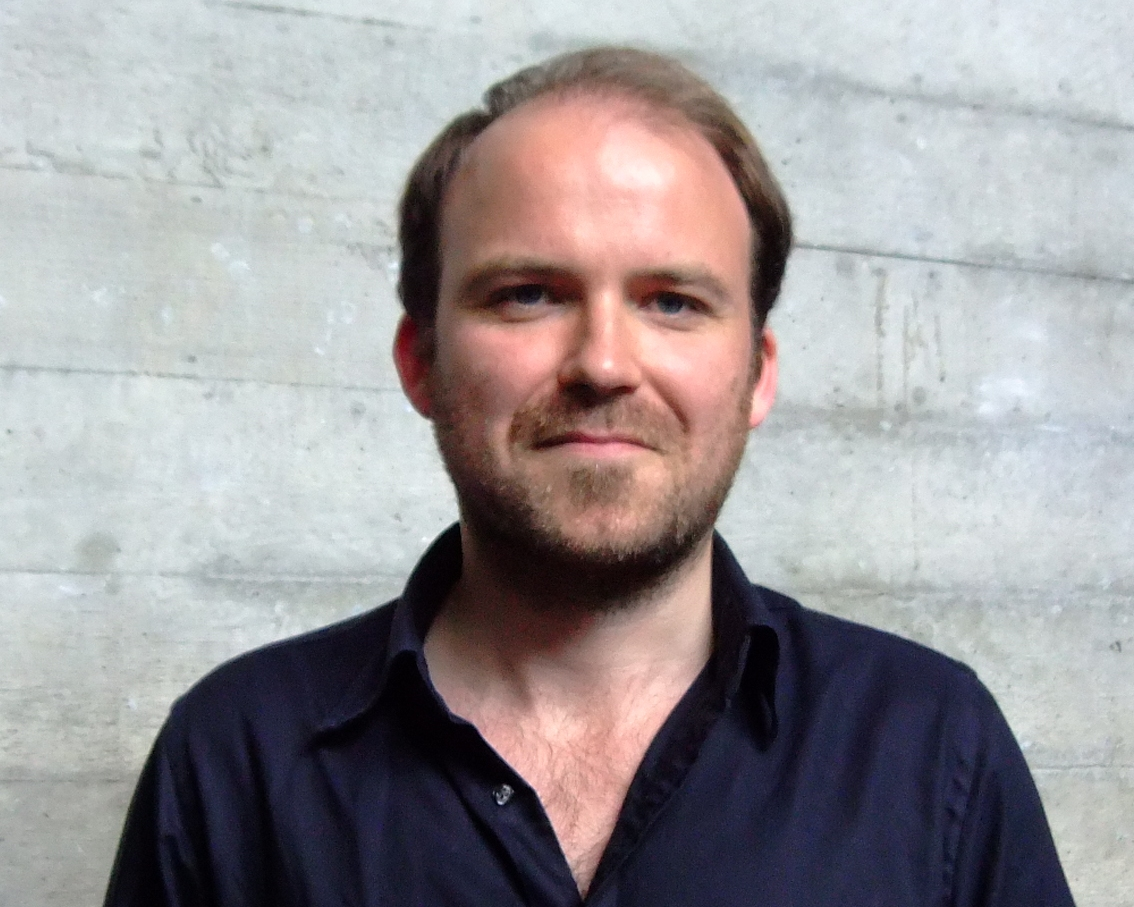
Rory Kinnear

Bill Tanner ist ein Mitarbeiter beim MI6, der in unregelmäßigen Abständen in Erscheinung tritt. Er trat zum ersten Mal 1974 in Der Mann mit dem goldenen Colt auf. Tanner wurde hier von Michael Goodliffe verkörpert. Seinen größten Auftritt hatte Tanner in In tödlicher Mission, wo er M vertritt, der im Urlaub ist. Hier wurde er von James Villiers dargestellt. In GoldenEye und Die Welt ist nicht genug wurde er von Michael Kitchen gespielt. Seit Ein Quantum Trost tritt Bill Tanner regelmäßig auf und wird von Rory Kinnear dargestellt.
Darsteller:
| - Der Mann mit dem goldenen Colt: Michael Goodliffe - In tödlicher Mission: James Villiers - GoldenEye: Michael Kitchen - Die Welt ist nicht genug: Michael Kitchen | - Ein Quantum Trost: Rory Kinnear - Skyfall: Rory Kinnear - Spectre: Rory Kinnear - Keine Zeit zu sterben: Rory Kinnear |

### Verteidigungsminister Sir Fredrick Gray
Der Verteidigungsminister Fredrick Gray tritt in Filmen von 1977 bis 1987 auf. Er wurde von Geoffrey Keen gespielt.
Spielt in:
| - Der Spion, der mich liebte - Moonraker | - In tödlicher Mission - Octopussy | - Im Angesicht des Todes - Der Hauch des Todes |

## Verbündete
In vielen Bond-Filmen wird 007 von Agenten bzw. Ex-Agenten anderer Geheimdienste unterstützt. Am häufigsten ist Felix Leiter zu sehen.

### Felix Leiter
Felix Leiter ist ein Mitarbeiter des US-amerikanischen Auslandsgeheimdiensts CIA; er tritt in der Regel in Erscheinung, wenn Bond einen Einsatz in den USA hat. Über seinen Rang bei der CIA wird nie Genaues bekannt, wobei er laut Ms Aussage am Ende von Ein Quantum Trost befördert wird und die Stelle seines vorherigen Chefs übernimmt, der Sektionschef für Südamerika war. Die Figur taucht bereits in den Romanen von Ian Fleming auf, in den Filmen ist er in unregelmäßigen Abständen von James Bond jagt Dr. No (1962) bis zu Keine Zeit zu sterben (2021) dabei. Die Filme halten sich nicht immer an Flemings Vorlagen. So ist Leiter beispielsweise im Roman Der Mann mit dem goldenen Colt dabei, in der Verfilmung jedoch nicht.
Bond und Leiter werden im Laufe der Zeit enge Freunde, nicht zuletzt weil Leiter zwar nicht immer einer Meinung mit Bond ist, ihn aber dennoch unterstützt. Ihren Höhepunkt erlebt diese Freundschaft, als Bond in Lizenz zum Töten Leiters Trauzeuge wird. Doch noch in der Hochzeitsnacht wird er überfallen, einem Hai zum Fraß vorgeworfen und seine Frau Della getötet. Er überlebt diesen Angriff schwer verletzt und geht daraufhin in den Ruhestand. Bond rächt seinen Freund und dessen Frau im Alleingang, da der MI6 diese Aktion nicht unterstützen will und Bond die Lizenz zum Töten entzieht. Leiters Nachfolger bei der CIA ist der Agent Jack Wade, der jedoch nur in zwei Filmen auftaucht. Die Hai-Szene stammt ursprünglich aus dem zweiten Bond-Roman Leben und Sterben lassen von 1954. Dort wird Leiter ebenfalls durch Haie schwer verwundet und büßt ein Bein und einen Arm ein, ist jedoch auch in späteren Romanen mit Prothesen dabei.
Die Darsteller von Felix Leiter wechselten fast in jedem Film. Lediglich David Hedison durfte zweimal und Jeffrey Wright sogar dreimal die Rolle des Agenten übernehmen.
In der 2006 erschienenen Verfilmung des ersten Bond-Romans Casino Royale wird geschildert, wie Bond und Leiter sich kennenlernen. Beim Poker mit dem Bösewicht „Le Chiffre“ verliert Bond sein gesamtes vom MI6 bereitgestelltes Bargeld. Leiter gibt sich Bond gegenüber als CIA-Agent zu erkennen und ermöglicht ihm mit Geld der CIA den Wiedereinstieg in das Spiel. Hier ist eine Diskontinuität in der Filmreihe, denn im ersten offiziellen Bondfilm James Bond jagt Dr. No trifft Bond ebenfalls das erste Mal auf Felix Leiter. Im Film Spectre wird Bond passiv von Leiter unterstützt. Bond telefoniert mit Felix, damit dieser mit der amerikanischen Botschaft in Rom Kontakt aufnimmt, um Lucia Sciarra vor SPECTRE zu retten. In James Bond 007: Keine Zeit zu sterben bittet er Bond, den Wissenschaftler Obruchev zu retten. Obwohl dies gelingt, stirbt Leiter kurz darauf, als sein Kollege Logan Ash sich als Anhänger von Safin entpuppt und ihn tödlich verwundet. Nach M in Skyfall ist dies der zweite einschneidende Verlust einer vertrauten Figur für Bond.
Darsteller:
| - James Bond jagt Dr. No: Jack Lord - Goldfinger: Cec Linder - Feuerball: Rik van Nutter - Diamantenfieber: Norman Burton | - Leben und sterben lassen: David Hedison - Sag niemals nie: Bernie Casey - Der Hauch des Todes: John Terry - Lizenz zum Töten: David Hedison | - Casino Royale: Jeffrey Wright - Ein Quantum Trost: Jeffrey Wright - Keine Zeit zu sterben: Jeffrey Wright |

### Liste der Darsteller
| Film                           | Jahr | Verbündeter                                               | Schauspieler                                                    | Zugehörigkeit                                                       |
| ------------------------------ | ---- | --------------------------------------------------------- | --------------------------------------------------------------- | ------------------------------------------------------------------- |
| Casino Royale                  | 1954 | Clarence Leiter                                           | Michael Pate                                                    | MI6                                                                 |
| James Bond jagt Dr. No         | 1962 | Felix Leiter Quarrel                                      | Jack Lord John Kitzmiller                                       | CIA                                                                 |
| Liebesgrüße aus Moskau         | 1963 | Ali Kerim Bey                                             | Pedro Armendáriz                                                | türk. Geheimdienst (MIT)                                            |
| Goldfinger                     | 1964 | Felix Leiter                                              | Cec Linder                                                      | CIA                                                                 |
| Feuerball                      | 1965 | Felix Leiter Paula Caplan                                 | Rik van Nutter Martine Beswick                                  | CIA MI6                                                             |
| Casino Royale                  | 1967 | Evelyn Tremble                                            | Peter Sellers                                                   |                                                                     |
| Man lebt nur zweimal           | 1967 | Tiger Tanaka Aki Kissy Suzuki                             | Tetsurō Tamba Akiko Wakabayashi Mie Hama                        | alle: jap. Geheimdienst                                             |
| Im Geheimdienst Ihrer Majestät | 1969 | Shaun Campbell                                            | Bernard Horsfall                                                | MI6                                                                 |
| Diamantenfieber                | 1971 | Felix Leiter Willard Whyte                                | Norman Burton Jimmy Dean                                        | CIA                                                                 |
| Leben und sterben lassen       | 1973 | Felix Leiter Quarrel Junior                               | David Hedison Roy Stewart                                       | CIA                                                                 |
| Der Mann mit dem goldenen Colt | 1974 | Sheriff Pepper Mary Goodnight Hip                         | Clifton James Britt Ekland Soon-Tek Oh                          | US-Polizei MI6                                                      |
| Der Spion, der mich liebte     | 1977 | Anya Amasova                                              | Barbara Bach                                                    | KGB                                                                 |
| Moonraker                      | 1979 | Holly Goodhead Manuela                                    | Lois Chiles Emily Bolton                                        | CIA Kontakt von 007 in Rio                                          |
| In tödlicher Mission           | 1981 | Ferrara Milos Columbo                                     | John Mareno Chaim Topol                                         | ital. Geheimdienst                                                  |
| Octopussy                      | 1983 | Octopussy Vijay                                           | Maud Adams Vijay Amritraj                                       | MI6                                                                 |
| Sag niemals nie                | 1983 | Felix Leiter Nigel Small-Fawcett                          | Bernie Casey Rowan Atkinson                                     | CIA brit. Botschaft Nassau                                          |
| Im Angesicht des Todes         | 1985 | Sir Godfrey Tibbett Chuck Lee                             | Patrick Macnee David Yip                                        | MI6 CIA                                                             |
| Der Hauch des Todes            | 1987 | Saunders Felix Leiter                                     | Thomas Wheatley John Terry                                      | MI6 CIA                                                             |
| Lizenz zum Töten               | 1989 | Felix Leiter Pam Bouvier Sharkey                          | David Hedison Carey Lowell Frank McRae                          | CIA/DEA CIA                                                         |
| GoldenEye                      | 1995 | Jack Wade Valentin Zukovsky                               | Joe Don Baker Robbie Coltrane                                   | CIA Ex-KGB                                                          |
| Der Morgen stirbt nie          | 1997 | Jack Wade Wai Lin                                         | Joe Don Baker Michelle Yeoh                                     | CIA MSS                                                             |
| Die Welt ist nicht genug       | 1999 | Valentin Zukovsky                                         | Robbie Coltrane                                                 | Ex-KGB Heute FSB                                                    |
| Stirb an einem anderen Tag     | 2002 | Giacinta „Jinx“ Johnson Raoul                             | Halle Berry Emilio Echevarría                                   | NSA                                                                 |
| Casino Royale                  | 2006 | Vesper Lynd Felix Leiter René Mathis                      | Eva Green Jeffrey Wright Giancarlo Giannini                     | Schatzamt (HM Treasury) CIA DGSE (frz. Geheimdienst)                |
| Ein Quantum Trost              | 2008 | Camille Montes Felix Leiter René Mathis Strawberry Fields | Olga Kurylenko Jeffrey Wright Giancarlo Giannini Gemma Arterton | boliv. Geheimdienst CIA DGSE (im Ruhestand) brit. Konsulat Bolivien |
| Skyfall                        | 2012 | Eve Moneypenny Kincade                                    | Naomie Harris Albert Finney                                     | MI6                                                                 |
| Spectre                        | 2015 | Madeleine Swann Felix Leiter                              | Léa Seydoux (kein Auftritt, nur per Telefonat erwähnt)          | CIA                                                                 |
| Keine Zeit zu sterben          | 2021 | Madeleine Swann Felix Leiter Nomi Paloma                  | Léa Seydoux Jeffrey Wright Lashana Lynch Ana de Armas           | CIA MI6 CIA                                                         |

## KGB

### General Gogol
General Alexis Gogol trat von Der Spion, der mich liebte (1977) bis Der Hauch des Todes (1987) auf. Er wurde von Walter Gotell gespielt. Gogol tritt in den Filmen teils als Konkurrent und teils als Verbündeter des MI6 auf. In Der Spion, der mich liebte und Octopussy arbeitet er mit Bond zusammen, während er in In tödlicher Mission als Geschäftspartner des Gegenspielers Kristatos auftritt. In Moonraker und Der Hauch des Todes hat Gogol jeweils nur einen Kurzauftritt.
| - Der Spion, der mich liebte - Moonraker - In tödlicher Mission | - Octopussy - Im Angesicht des Todes - Der Hauch des Todes |

### General Pushkin
General Leonid Pushkin trat ein einziges Mal in Der Hauch des Todes (1987) auf. Er wird hier von John Rhys-Davies gespielt. Er ist der Nachfolger von General Gogol und nimmt dessen Stellung ein. Hier wird er verdächtigt, das Programm Smiert Spionem aus Stalin-Zeiten wieder aufzunehmen.
- Der Hauch des Todes

### General Koskov
General Georgi Koskov trat auch nur ein einziges Mal in Der Hauch des Todes (1987) auf. Er wird von Jeroen Krabbé gespielt. Er wechselt auf die Seite des MI6, um KGB und MI6 gegeneinander auszuspielen. In Wirklichkeit tut er sich jedoch mit dem Waffenhändler Brad Whitaker zusammen, von dem er mit KGB-Geldern Opium kauft. Am Ende des Films wird er von General Pushkin verhaftet.
- Der Hauch des Todes

### General Orlov
General Orlov trat ein einziges Mal in Octopussy auf. Er wird von Steven Berkoff gespielt. Er versucht, mit einer Atombombe von einem US-Stützpunkt in Deutschland aus eine Nuklearexplosion auszulösen, um eine nukleare Abrüstung in der westlichen Welt herbeizuführen, damit die Sowjetunion hier die Vorherrschaft übernehmen kann. Von Anfang an findet er jedoch keine Unterstützung auf seiner Seite. So versucht er, mit der Hilfe von Kamal Khan und Octopussy eine Atombombe ins westdeutsche Feldstadt zu schmuggeln, verschleiert es jedoch vor Octopussy als Juwelenschmuggel. Nachdem er von General Gogol enttarnt wurde, flieht er über die Grenze und versucht, den Zug mit der Atombombe zu erreichen. Dabei wird er von Soldaten der DDR-Grenztruppen erschossen.
- Octopussy

### Max Zorin
Max Zorin, in Dresden geboren, ist ein ehemaliger KGB-Agent und französischer Großindustrieller. Er wird von Christopher Walken gespielt. Er ist Besitzer von Zorin Industries, die Microchips herstellt. Nach seinem gescheiterten Versuch, 007 zu ermorden, äußert sein Vorgesetzter General Gogol, dass keiner jemals den KGB ganz verlassen kann. Zorin versucht, Silicon Valley zu zerstören, um die westliche Microchip-Produktion zu vernichten, damit er die Oberhand im Microchip-Markt erlangen kann.
- Im Angesicht des Todes

### Rosa Klebb
Rosa Klebb ist eine ehemalige sowjetische Geheimdienstabteilungsleiterin. Sie wird von Lotte Lenya gespielt. Sie wechselt vom KGB zu S.P.E.C.T.R.E. Tatiana Romanova weiß davon nichts. Mit ihrer Hilfe will S.P.E.C.T.R.E. an eine russische Dechiffriermaschine vom Typ Lektor kommen. Klebb versucht, James Bond mit einer vergifteten Messerspitze in ihrem Schuh zu töten, und wird dabei von Romanova erschossen.
- Liebesgrüße aus Moskau

### Anya Amasova (Tripple X)
Major Anya Amasova ist eine KGB-Agentin. Sie verbündet sich mit Bond, um Karl Stromberg aufzuhalten, schwört Bond aber, ihn nach Erfüllung der Mission zu töten, da er ihren Freund im Dienst erschossen hat. Schließlich überzeugt Bond sie, ihn nicht zu töten. Sie gilt als beste Agentin des KGB und trägt den Codenamen Tripple X.
- Der Spion, der mich liebte

### Viktor Zokas
Viktor Zokas alias Renard (frz. „der Fuchs“), auch als „der Anarchist“ bekannt, ist ein russischer Killer und ehemaliger KGB-Agent. Der sowjetische Geheimdienst setzte ihn während des Afghanistankrieges als Agenten ein, empfand ihn nach Kriegsende als Belastung und entließ ihn daraufhin. Seitdem bietet Renard seine Dienste auf der ganzen Welt an und war unter anderem in Nordkorea, Kambodscha und Bosnien aktiv.
- Die Welt ist nicht genug

### Valentin Dimitrovich Zukovsky
Valentin Zukovsky ist ein ehemaliger KGB-Agent. Er wurde von Bond schwer verwundet und schied, vermutlich wegen der durch den britischen Spion zugefügten Knieverletzung, aus dem sowjetischen Geheimdienst aus. Zukovsky wird daraufhin eine Größe in der russischen Unterwelt und Hauptkonkurrent des Verbrechersyndikats Janus. Jahre später baut er sich in Baku eine Existenz als seriöser Geschäftsmann auf, betreibt ein Casino und eine Kaviar-Fabrik. Dies hindert ihn jedoch nicht daran, unterstützt durch seinen Neffen Nikolai und ein russisches U-Boot, Elektra King unter der Hand russische Ausrüstung zu liefern und für sie zu schmuggeln. Ohne dass er dies beabsichtigt, liefert er durch einen dieser Aufträge Renard ein Atom-U-Boot, mit dem dieser Istanbul zerstören will. Er rettet Bond in letzter Sekunde das Leben, bevor er selbst stirbt.
- GoldenEye
- Die Welt ist nicht genug

## Gegenspieler
Bond wird in jedem seiner Filme und Bücher mit mindestens einem Hauptgegenspieler und mehreren Nebengegenspielern konfrontiert, die sich meist durch spezielle Waffen, spezielles Aussehen oder sonstige außergewöhnliche Eigenschaften auszeichnen. Einer der Höhepunkte der Filme ist jeweils die direkte Gegenüberstellung zwischen Bond und seinen Gegnern. Die Gegenspieler werden in der Regel durch auffallende Egozentrik und Größenwahn charakterisiert und wollen meist durch ebenso ausgefallene wie verheerende Pläne auf globaler Ebene Profit schlagen. Sie verfügen fast immer über eine riesige Privatarmee, die im Endkampf als Kanonenfutter verheizt wird, und über ein mit allen technischen Raffinessen ausgestattetes, auch architektonisch ausgefeiltes Hauptquartier, von dem aus sie ihre Schachzüge planen und ausführen. Im Hauptquartier findet dann meist die finale Schlacht zwischen Bond und seinen Gegnern statt. Entsprechend dem Weltbild des Autors Fleming sind viele Gegenspieler vor allem in den Filmen der 1960er und 1970er Jahre deutscher, slawischer oder asiatischer Abstammung, wie zum Beispiel Dr. No mit deutschen und chinesischen Vorfahren. Dennoch haben sich die Hintergründe und Motivationen der Gegenspieler im Laufe der Filmreihe dem Zeitgeist entsprechend gewandelt:
- Vor allem in den Filmen mit Connery und Lazenby sind die Gegenspieler Teil einer internationalen Verbrecherorganisation, welche nahezu immer versucht, die Supermächte des Kalten Krieges für ihre eigenen Ziele gegeneinander auszuspielen (s. u. im Abschnitt zu Blofeld). Die oben genannten extravaganten Hauptquartiere sind zudem in dieser Phase am deutlichsten zu sehen.
- Mit den 1970ern rückten zunehmend Antagonisten in den Mittelpunkt, welche als wohlhabende Industrielle mit verheerenden Plänen eine Monopolstellung erreichen wollen (bspw. Max Zorin in Im Angesicht des Todes oder Elliot Carver in Der Morgen stirbt nie).
- Seit den 1990ern haben einige Gegenspieler zudem ein persönliches Rachemotiv, welches zusätzlich ihre Handlungen motiviert, etwa in GoldenEye, Skyfall oder Keine Zeit zu sterben. In den ersteren beiden sind es sogar ehemalige MI6-Agenten, denen Bond gegenübersteht.

### Ernst Stavro Blofeld

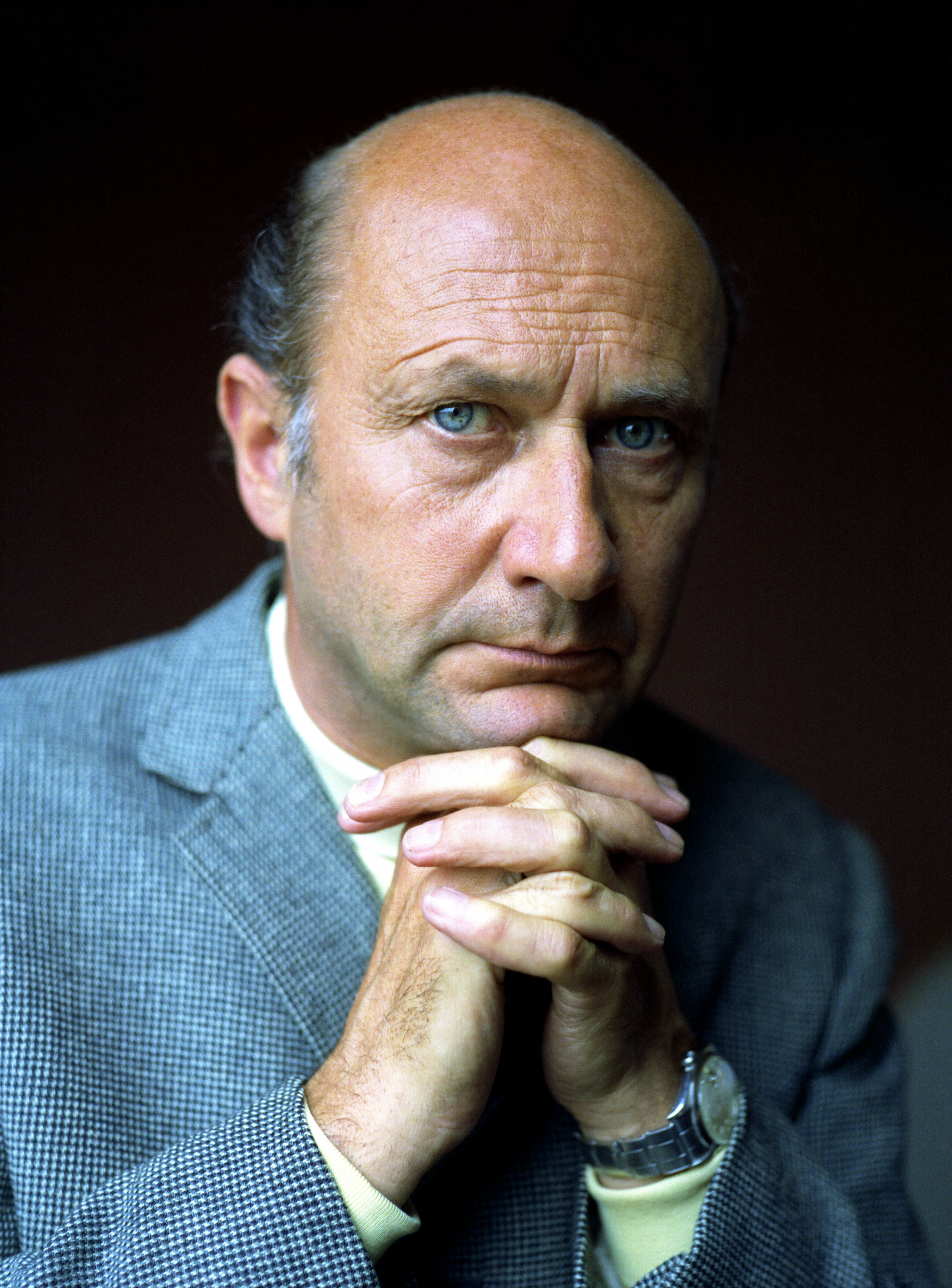
Donald Pleasence spielte Blofeld in Man lebt nur zweimal

Unter den Bösewichten sticht Ernst Stavro Blofeld hervor, da er in mehreren Filmen auftritt. Er ist in vier Filmen (Man lebt nur zweimal, Im Geheimdienst Ihrer Majestät, Diamantenfieber, Spectre) der Hauptgegenspieler Bonds. In anderen Filmen der Reihe hält er sich entweder als Graue Eminenz im Hintergrund (Liebesgrüße aus Moskau, Feuerball, Sag niemals nie) oder taucht nur in der Eröffnungsszene auf, um sich an Bond zu rächen (In tödlicher Mission; er wird nicht namentlich genannt, ist aber durch seine Glatze und seine Katze zu erkennen). In Diamantenfieber und In tödlicher Mission findet er scheinbar den Tod, während er am Ende von Spectre vom MI6 in Gewahrsam genommen wird. In Keine Zeit zu sterben fällt Blofeld der tödlichen Biowaffe „Projekt Heracles“ zum Opfer, nachdem ihn Bond unwissentlich mit dieser infiziert hat.
Blofeld wurde als Leiter der Terrororganisation S.P.E.C.T.R.E. (Special Executive for Counterintelligence, Terrorism, Revenge and Extortion – im Deutschen etwa: „Sonderbeauftragte für Spionageabwehr, Terrorismus, Rache und Erpressung“, in der Synchronisation PHANTOM; das englische Wort spectre bedeutet auf Deutsch in etwa „Gespenst“ oder eben „Phantom“) zum Super-Bösewicht und absoluten Erzfeind von Bond. Seine Markenzeichen sind eine weiße Angorakatze und ein Ring mit einem Oktopus, dem Signet von S.P.E.C.T.R.E. Während sein Gesicht in Liebesgrüße aus Moskau und Feuerball verborgen blieb, lüftete Man lebt nur zweimal das Geheimnis seiner Identität. Blofelds Erscheinungsbild änderte sich in Diamantenfieber: Er hat hier Haare auf dem Kopf statt der für ihn sonst typischen Glatze. In der Buch-Serie tritt er zum ersten Mal im Roman Feuerball auf.

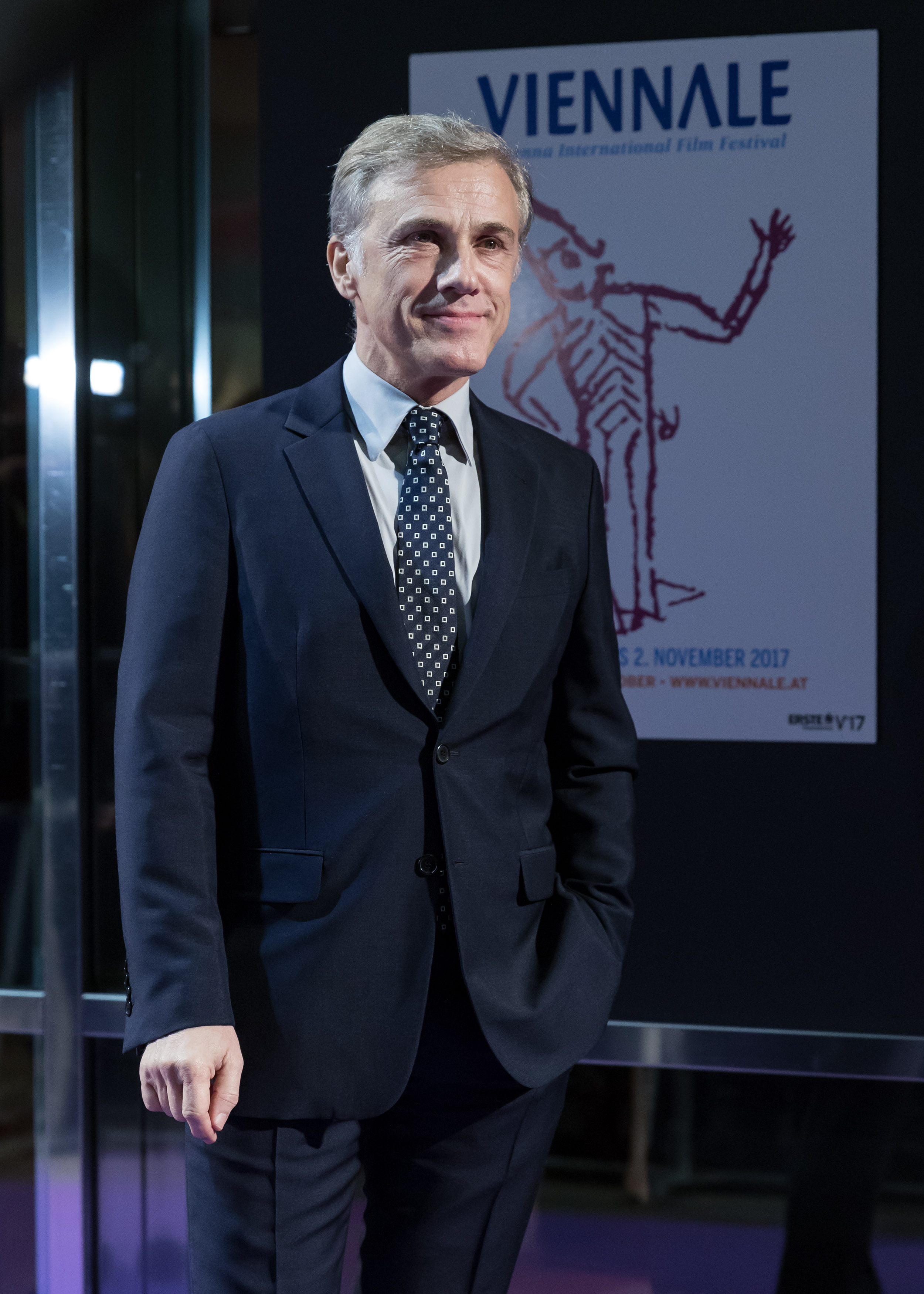
Christoph Waltz (2017) spielt Blofeld in Spectre und Keine Zeit zu sterben

Während in den Romanen die Sowjetunion und der KGB oft die Gegenspieler waren, konzentrieren sich die Filme anfangs auf den fiktiven Gegner Ernst Stavro Blofeld, um die Filmhandlung stringenter zu gestalten. Außerdem wollten die Produzenten angesichts der Konfrontation zwischen Ost und West im Kalten Krieg keinen zusätzlichen Ansatzpunkt für diplomatische Verwicklungen bieten. In den Filmen James Bond jagt Dr. No und Liebesgrüße aus Moskau stand nun S.P.E.C.T.R.E. im Hintergrund, in der Verfilmung von Diamantenfieber wurden ursprünglich andere Gegner durch Blofeld ersetzt. Die Synchronisation ist hier uneinheitlich: Dr. No gibt an, er sei ein Mitglied von S.P.E.C.T.R.E., was hier als G.O.F.T.E.R. („Geheimorganisation für Terror, Erpressung und Rache“) übersetzt wird. (Nur in der deutschen Fassung behauptet er, er habe den Vorsitz dieser Organisation inne.) In Liebesgrüße aus Moskau und Feuerball wird S.P.E.C.T.R.E. als „PHANTOM“ übersetzt, ohne dass dabei erklärt wird, dass der Name eigentlich auch eine Abkürzung ist. Ab Man lebt nur zweimal übernahm man die englische Bezeichnung S.P.E.C.T.R.E.
Nach dem Reboot der James-Bond-Filme erschien die Organisation erneut als Gegenspieler im Film Spectre (2015), wobei die Gegenspieler aus den Filmen Casino Royale, Ein Quantum Trost und Skyfall nachträglich als Angehörige von S.P.E.C.T.R.E. dargestellt wurden.
Die früheren Filme enthüllten nichts über die Herkunft Blofelds. Nach Ian Flemings Roman Feuerball wurde Blofeld am 28. Mai 1908 (dies ist auch das Geburtsdatum von Bond-Erfinder Ian Fleming) im damals deutschen Gdingen als Sohn eines Polen und einer Griechin geboren. Nach dem Ersten Weltkrieg absolvierte er in Warschau sozial- und naturwissenschaftliche Studien und arbeitete anschließend im polnischen Post- und Telegraphieministerium. Die ihm dort zugänglichen Informationen benutzte er, um sich durch Aktiengeschäfte zu bereichern, und verkaufte vor Beginn des Zweiten Weltkrieges Geheiminformationen an Nazi-Deutschland. Über Schweden emigrierte er in die Türkei, wo er seinen eigenen Geheimdienst aufbaute und, gegen Bezahlung, beide Seiten mit Informationen versorgte. Im Laufe des Kriegs stellte er sich auf die Seite der Alliierten und erhielt zahlreiche Auszeichnungen. Nach einem vorübergehenden Aufenthalt in Südamerika gründete er S.P.E.C.T.R.E.
Nach der Hintergrundgeschichte in Spectre kennen sich Bond und Blofeld, der früher Franz Oberhauser hieß, persönlich aus Kindertagen. Der Vater von Oberhauser habe den jungen James Bond als Ziehsohn aufgenommen, nachdem dessen Eltern bei einer Bergtour tödlich verunglückten. Dies führte zu einer zunehmenden Eifersucht und gipfelt schließlich darin, dass Oberhauser bei einem (vermutlich fingierten) Lawinenunglück seinen Vater umbringt und gleichzeitig seinen eigenen Tod vortäuscht. Er änderte seinen Namen in „Ernst Stavro Blofeld“ – in Anlehnung an die Familie seiner Mutter. In Keine Zeit zu sterben stirbt Blofeld im Belmarsh-Gefängnis.
Blofeld-Darsteller
- Liebesgrüße aus Moskau: Anthony Dawson (ungenannt)
- Feuerball: Anthony Dawson (ungenannt)
- Man lebt nur zweimal: Donald Pleasence
- Im Geheimdienst Ihrer Majestät: Telly Savalas
- Diamantenfieber: Charles Gray
- In tödlicher Mission: John Hollis (ungenannt)
- Sag niemals nie: Max von Sydow
- Spectre: Christoph Waltz
- Keine Zeit zu sterben: Christoph Waltz

Anthony Dawson, der, ohne in den Credits erwähnt zu werden, zweimal den Blofeld spielte und dabei nur im Ansatz zu sehen ist, war im ersten Bond-Film James Bond jagt Dr. No (1962) als verräterischer Professor Dent aufgetreten.

### Liste der Darsteller der Bond-Gegenspieler
| Film                                            | Gegenspieler                                          | Schauspieler                                        | Organisation/Firma                                          |
| ----------------------------------------------- | ----------------------------------------------------- | --------------------------------------------------- | ----------------------------------------------------------- |
| Casino Royale (Episode der Serie Climax!, 1954) | Le Chiffre                                            | Peter Lorre                                         |                                                             |
| James Bond jagt Dr. No                          | Dr. Julius No                                         | Joseph Wiseman                                      | G.O.F.T.E.R. (S.P.E.C.T.R.E.)                               |
| Liebesgrüße aus Moskau                          | Rosa Klebb Ernst Stavro Blofeld1                      | Lotte Lenya Anthony Dawson                          | PHANTOM (S.P.E.C.T.R.E.)/KGB PHANTOM (S.P.E.C.T.R.E.)       |
| Goldfinger                                      | Auric Goldfinger                                      | Gert Fröbe                                          | Auric Enterprises                                           |
| Feuerball                                       | Emilio Largo Ernst Stavro Blofeld1                    | Adolfo Celi Anthony Dawson                          | PHANTOM (S.P.E.C.T.R.E.)                                    |
| Casino Royale (Kino-Parodie, 1967)              | Le Chiffre                                            | Orson Welles                                        | S.M.E.R.S.H.                                                |
| Man lebt nur zweimal                            | Ernst Stavro Blofeld                                  | Donald Pleasence                                    | PHANTOM (S.P.E.C.T.R.E.)                                    |
| Im Geheimdienst Ihrer Majestät                  | Ernst Stavro Blofeld                                  | Telly Savalas                                       | Bleuchamp Institut (S.P.E.C.T.R.E.)                         |
| Diamantenfieber                                 | Ernst Stavro Blofeld                                  | Charles Gray                                        | Whyte Electronics/ PHANTOM (S.P.E.C.T.R.E.)                 |
| Leben und sterben lassen                        | Kananga/Mr. Big                                       | Yaphet Kotto                                        |                                                             |
| Der Mann mit dem goldenen Colt                  | Francisco Scaramanga                                  | Christopher Lee                                     |                                                             |
| Der Spion, der mich liebte                      | Karl Stromberg                                        | Curd Jürgens                                        | Stromberg Laboratory                                        |
| Moonraker                                       | Hugo Drax                                             | Michael Lonsdale                                    | Drax Industries                                             |
| In tödlicher Mission                            | Ernst Stavro Blofeld1 Aristoteles Kristatos           | John Hollis Julian Glover                           |                                                             |
| Octopussy                                       | Kamal Khan General Orlov                              | Louis Jourdan Steven Berkoff                        | KGB                                                         |
| Sag niemals nie                                 | Ernst Stavro Blofeld1 Maximilian Largo                | Max von Sydow Klaus Maria Brandauer                 | S.P.E.C.T.R.E.                                              |
| Im Angesicht des Todes                          | Max Zorin                                             | Christopher Walken                                  | Zorin Industries KGB                                        |
| Der Hauch des Todes                             | Brad Whitaker General Georgi Koskov                   | Joe Don Baker Jeroen Krabbé                         | KGB                                                         |
| Lizenz zum Töten                                | Franz Sanchez                                         | Robert Davi                                         |                                                             |
| GoldenEye                                       | Alec Trevelyan (006)                                  | Sean Bean                                           | Janus                                                       |
| Der Morgen stirbt nie                           | Elliot Carver                                         | Jonathan Pryce                                      | Carver Media Group Network                                  |
| Die Welt ist nicht genug                        | Elektra King Victor Zokas/Renard                      | Sophie Marceau Robert Carlyle                       | King Industries KGB                                         |
| Stirb an einem anderen Tag                      | Colonel Tan-Sun Moon / Gustav Graves                  | Will Yun Lee / Toby Stephens                        | Graves Corporation                                          |
| Casino Royale                                   | Le Chiffre Mr. White Steven Obanno                    | Mads Mikkelsen Jesper Christensen Isaach de Bankolé | S.P.E.C.T.R.E./Quantum Lord’s Resistance Army               |
| Ein Quantum Trost                               | Dominic Greene Mr. White General Medrano              | Mathieu Amalric Jesper Christensen Joaquín Cosío    | S.P.E.C.T.R.E. Quantum/Greene Planet S.P.E.C.T.R.E. Quantum |
| Skyfall                                         | Raoul Silva/Tiago Rodriguez                           | Javier Bardem                                       | S.P.E.C.T.R.E.                                              |
| Spectre                                         | Ernst Stavro Blofeld/Franz Oberhauser                 | Christoph Waltz                                     | S.P.E.C.T.R.E.                                              |
| Keine Zeit zu sterben                           | Lyutsifer Safin Ernst Stavro Blofeld/Franz Oberhauser | Rami Malek Christoph Waltz                          | S.P.E.C.T.R.E.                                              |

1 ungenannt

## Handlanger des Gegenspielers
Die Gegenspieler in den Filmen haben Handlanger, die sich durch besondere Fähigkeiten, durch außergewöhnliches Aussehen und durch außergewöhnliche Namen (Odd Job, Schnickschnack, Beißer, May Day, Necros, Stamper) auszeichnen. Die Handlanger sind oft die letzten Gegner von James Bond in der Handlung, meist weil diese den Tod ihres Auftraggebers rächen wollen, und werden von James Bond meist in einem äußerst brutalen Einzelkampf an heiklen und gefährlichen Orten besiegt.
Die Handlanger fungieren gelegentlich als comic relief. Der Beißer (s. u.) fällt vor allem in seinem zweiten Auftritt durch Slapstick-Elemente auf; Mr. Kidd und Mr. Wint (Diamantenfieber) hingegen kommentieren ihre zahlreichen Morde und Mordversuche mit sehr makaberen Wortspielen.

### Beißer

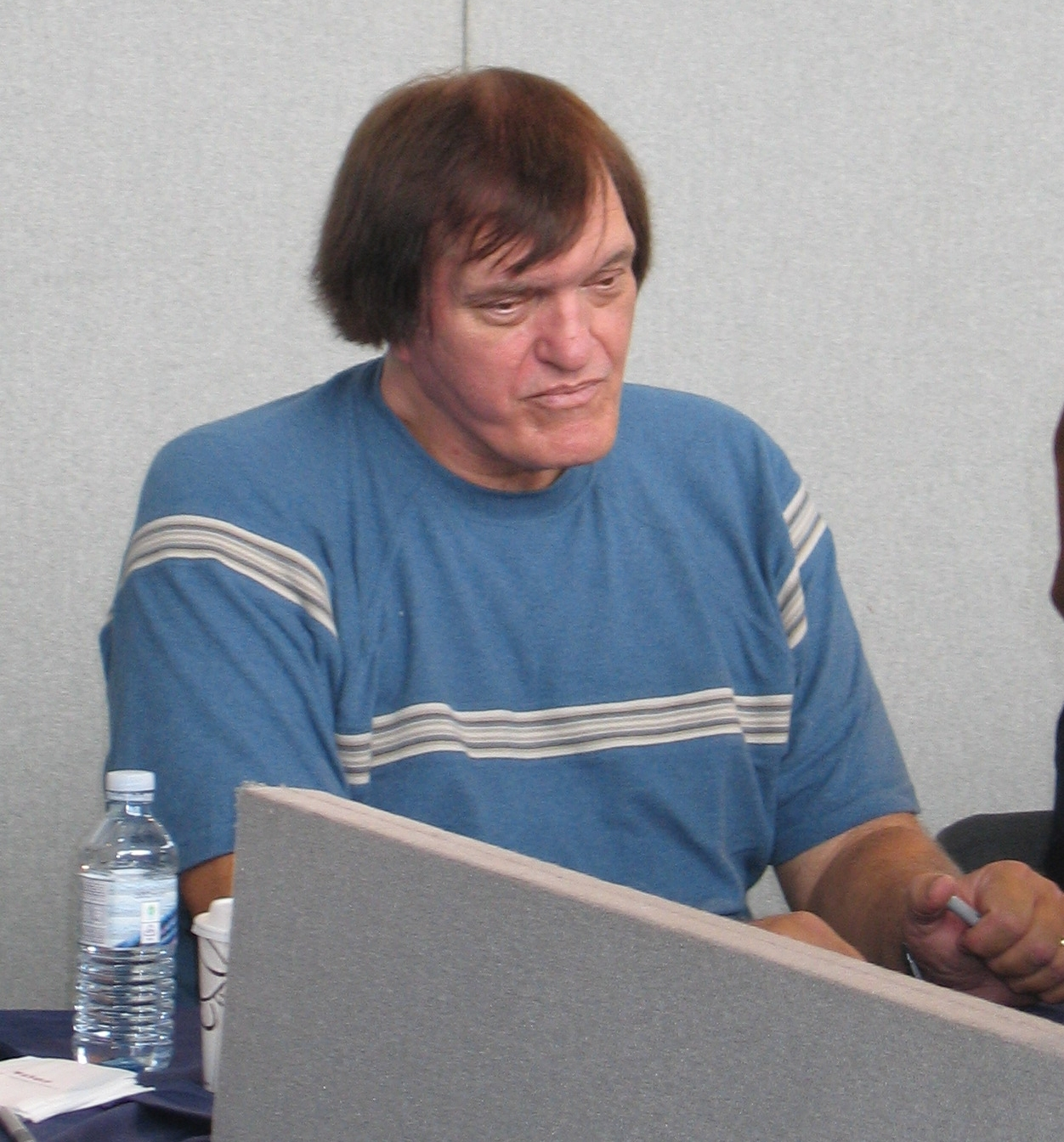
Richard Kiel (2004)

Unter den Handlangern sticht Beißer (engl. Jaws; wörtlich übersetzt „Kiefer“) hervor. Er ist in den James-Bond-Filmen Der Spion, der mich liebte und Moonraker der Handlanger. Diese Rolle wurde von Richard Kiel gespielt.
Besondere Merkmale von Beißer sind seine Figur (Körpergröße des Darstellers ca. 2,17 m), eine schier übermenschliche Körperkraft, eine Beule auf der Stirn sowie sein Gebiss, dem er seinen Namen verdankt. Seine Eck- und Schneidezähne, mit denen er sogar Drahtseile und Eisenstangen durchbeißen kann, bestehen aus glänzendem Edelstahl. Außerdem ist er im Film nahezu unverwundbar. So überlebt er unter anderem den Sturz aus einem fahrenden Zug, den Sturz ohne Fallschirm in ein Zirkuszelt, den Sturz mit dem Motorboot einen Wasserfall hinab, die Explosion einer Raumstation sowie Gebäudeeinstürze und einen Haiangriff.
Seine vergeblichen Versuche, Bond zur Strecke zu bringen, enthalten einige komische Elemente. So fällt ihm beispielsweise ein Felsbrocken, den er auf Bond werfen wollte, selbst auf den Fuß, oder die Seilbahn, in der er Bond verfolgt, lässt sich nicht mehr anhalten und rast in die Talstation.
In Der Spion, der mich liebte wird Beißer von Stromberg als Killer engagiert. Am Ende des Films wird er von Bond in ein Haifischbecken befördert und übersteht den Kampf gegen den Hai, indem er ihn durch einen Biss tötet (ursprünglich sollte der Hai ihn töten, jedoch wurde das Drehbuch umgeschrieben). Kurz danach überlebt er den Untergang von Strombergs Unterwasserlabor „Atlantis“ und schwimmt über das offene Meer.
In Moonraker wird Beißer von Drax mit dem Auftrag engagiert, Bond zu töten. In Rio de Janeiro lernt er Dolly kennen, wobei sich beide auf den ersten Blick ineinander verlieben – ein weiteres komisches Element, denn Dolly ist in Bezug auf die Körpergröße das komplette Gegenstück zum Beißer. Beide dürfen im Anschluss Drax zu seiner geheimen Raumstation begleiten. Hier bewegen allerdings Dollys Blicke und Bonds Argumentation, in der von Drax geplanten perfekten menschlichen Welt sei wohl für anatomische Sonderlinge wie Beißer und Dolly kein Platz mehr, den Hünen schließlich dazu, die Seite zu wechseln – vom Bösewicht zum Helfer bei der Rettung der Welt.
Während Beißer in Der Spion, der mich liebte die ganze Zeit über stumm blieb, öffnete er in Moonraker ab seiner Begegnung mit Dolly auch den Mund zum Reden, wobei nur ein Satz wirklich zu hören ist, nämlich: „Auf uns, alles Gute!“

### Odd Job
Odd Job ist der koreanische Handlanger von Goldfinger und kommt nur im gleichnamigen Film vor. Er ist breit, schwarz angezogen und wirft häufig einen Zylinder, der sogar Statuen zertrümmern kann. Er hat offensichtlich eine bestialische Mordlust, er ist am Mord an Jill Masterson und einem Geschäftspartner von Goldfinger beteiligt. Er taucht zum ersten Mal als Golfhelfer von Goldfinger auf. Beim Versuch, Bond zu töten, erliegt er einem Stromschlag. Er ist einer der ikonischsten Bösewichte der Bond-Reihe.

### Liste der Darsteller
| Film                           | Handlanger                                                                 | Schauspieler                                                                      |
| ------------------------------ | -------------------------------------------------------------------------- | --------------------------------------------------------------------------------- |
| Casino Royale                  | Basil Zoltan                                                               | Gene Roth Kurt Katch                                                              |
| James Bond jagt Dr. No         | Professor Dent                                                             | Anthony Dawson                                                                    |
| Liebesgrüße aus Moskau         | Kronsteen Donald „Red“ Grant Morzeny Krilencu                              | Vladek Sheybal Robert Shaw Walter Gotell Fred Haggerty                            |
| Goldfinger                     | Odd Job                                                                    | Harold Sakata                                                                     |
| Feuerball                      | Vargas Janni Fiona Volpe Graf Lippe                                        | Philip Locke Guy Doleman Luciana Paluzzi Michael Brennan                          |
| Man lebt nur zweimal           | Hans Helga Brandt Mr. Osato                                                | Ronald Rich Karin Dor Teru Shimada                                                |
| Im Geheimdienst Ihrer Majestät | Irma Bunt Grunther                                                         | Ilse Steppat Yuri Borienko                                                        |
| Diamantenfieber                | Mr. Kidd Mr. Wint Bert Saxby                                               | Putter Smith Bruce Glover Bruce Cabot                                             |
| Leben und sterben lassen       | Tee Hee Baron Samedi Adam Whisper Taxifahrer                               | Julius W. Harris Geoffrey Holder Tommy Lane Earl Jolly Brown Arnold Williams      |
| Der Mann mit dem goldenen Colt | Schnickschnack Hai Fat                                                     | Hervé Villechaize Richard Loo                                                     |
| Der Spion, der mich liebte     | Naomi Beißer Sandor                                                        | Caroline Munro Richard Kiel Milton Reid                                           |
| Moonraker                      | Chang Beißer                                                               | Toshirō Suga Richard Kiel                                                         |
| In tödlicher Mission           | Emile Leopold Locque Erich Kriegler                                        | Michael Gothard John Wyman                                                        |
| Octopussy                      | Mischka Grischka Gobinda                                                   | David Meyer Tony Meyer Kabir Bedi                                                 |
| Sag niemals nie                | Fatima Blush                                                               | Barbara Carrera                                                                   |
| Im Angesicht des Todes         | Carl Mortner/Hans Glaub Scarpine May Day                                   | Willoughby Gray Patrick Bauchau Grace Jones                                       |
| Der Hauch des Todes            | Necros                                                                     | Andreas Wisniewski                                                                |
| Lizenz zum Töten               | Dario Heller Milton Krest Truman Lodge                                     | Benicio del Toro Don Stroud Anthony Zerbe Anthony Starke                          |
| GoldenEye                      | General Arkady Grigorovich Ourumov Xenia Zaragevna Onatopp Boris Grishenko | Gottfried John Famke Janssen Alan Cumming                                         |
| Der Morgen stirbt nie          | Richard Stamper Henry Gupta Dr. Kaufman                                    | Götz Otto Ricky Jay Vincent Schiavelli                                            |
| Die Welt ist nicht genug       | Mr. Bull Sasha Davidov                                                     | Goldie Ulrich Thomsen                                                             |
| Stirb an einem anderen Tag     | Zao Miranda Frost Mr. Kil Vlad                                             | Rick Yune Rosamund Pike Lawrence Makoare Michael Gorevoy                          |
| Casino Royale                  | Kratt Alex Dimitrios Valenka Carlos Mollaka                                | Clemens Schick Simon Abkarian Ivana Miličević Claudio Santamaria Sébastien Foucan |
| Ein Quantum Trost              | Elvis                                                                      | Anatole Taubman                                                                   |
| Skyfall                        | Patrice                                                                    | Ola Rapace                                                                        |
| Spectre                        | Mr. Hinx Max Denbigh „C“ Marco Sciarra                                     | David Bautista Andrew Scott Alessandro Cremona                                    |
| Keine Zeit zu sterben          | Logan Ash Primo                                                            | Billy Magnussen Dali Benssalah                                                    |

## Die Bond-Girls
James Bond hat in einem Film normalerweise mehrere amouröse Begegnungen mit Frauen, womit sein – von Filmkritikern hervorgehobener und teils bespöttelter – Sexappeal unterstrichen wird. Zurück gehen die Figuren der Bond-Girls auf Flemings Erfahrungen im Zweiten Weltkrieg. Für die Figur der Vesper Lind diente vermutlich die polnische SOE-Agentin Krystyna Skarbek.
Der Schriftsteller Roald Dahl, der das Skript für Man lebt nur zweimal geschrieben hat, hat eine girl formula (ein Girl-Schema/Rezept) beschrieben, die ihm angeblich für seine Arbeit mitgegeben worden war. Demzufolge gibt es drei „Girls“. Das erste ist „pro-Bond“ und taucht nur in der ersten Filmrolle auf, danach wird es – möglichst in Bonds Armen – vom Feind „abserviert“. Das zweite ist „anti-Bond“, es gehört zum Feind und wird auf Bond angesetzt, der es aber mit seiner erotischen Anziehungskraft überwältigt. Wegen der damit verbundenen Repositionierung wird es bald darauf ebenfalls getötet, „vorzugsweise auf originelle Weise“. Drittens gibt es ein weiteres „Pro-Bond“-Mädchen, das das Filmende erlebt, und zwar – und wirklich erst dann – in Bonds Armen für das Fade-out.
Diese Formel – von Dahl etwas übertrieben und ironisch in einem Playboy-Interview zum Besten gegeben – findet sich in zahlreichen Variationen in den Filmen wieder, wobei manche Girls eher Nebenfiguren sind. Als Bond-Girl im eigentlichen Sinne bezeichnet man vornehmlich die weibliche Hauptfigur. Ferner gibt es in einigen Filmen eine Gruppe von Frauen, die weniger narrativ als vielmehr dekorativ fungieren. In Goldfinger etwa sind dies die Pilotinnen, die von Pussy Galore angeführt werden, oder die Mädchen am Pool des Superschurken in „Moonraker“ und in In tödlicher Mission die Bikini-Nixen am Pool eines Bösewichts.
Die Rollen der Bond-Girls sind mit einem hohen Bekanntheitsgrad verbunden, und die Suche nach einer geeigneten Schauspielerin und die anschließende Veröffentlichung der Namen der eingesetzten Schauspielerinnen ist gewöhnlich mit viel Reklame verknüpft. Für unbekannte Darstellerinnen kann die Rolle den Beginn einer Karriere bedeuten. Für viele hat sich diese aber zugleich als eine Sackgasse erwiesen, da die Darstellerinnen auf den Typus des Bond-Girl festgelegt wurden und keine Rollenangebote erhielten, die von diesem abwichen.
Die meisten Bond-Girls fallen in eine der folgenden Kategorien:
- ein von Bond früh im Film gerettetes Opfer
- ein Opfer, das anstelle von Bond getötet wird
- eine Agenten-Kollegin, beauftragt mit derselben Mission
- ein Bösewicht oder Mitglied einer gegnerischen Organisation
- Blickfang

Der Name der Frau ist oft zweideutig (siehe Auflistung) und gibt oft schon einen subtilen Hinweis auf eventuelle erotische Eigenschaften.
Im Laufe der Jahre hat sich mit der zunehmenden Gleichberechtigung der Frauen in der Gesellschaft auch das Rollenbild der Bond-Girls verändert. Während die Gespielinnen des Hauptdarstellers in den frühen Filmen noch sehr rasch den Reizen des Agenten erlagen, spielten die Darstellerinnen der Bond-Girls besonders seit den 1990er Jahren deutlich charakterstärkere Typen, die ihren eigenen Willen durchzusetzen vermochten.
In der Rolle der Elektra King spielt die Französin Sophie Marceau im Film Die Welt ist nicht genug 1999 eine scheinbar schutzbedürftige Millionärstochter, der es gelingt, dass sich ihr vermeintlicher Beschützer Bond in sie verliebt. In Wirklichkeit ist Elektra King durch die vorherige Entführung jedoch mit dem Bond-Gegner Renard liiert (was von Bond als sog. Stockholm-Syndrom 'diagnostiziert' wird) und nutzt die Ahnungslosigkeit ihres Liebhabers für ihre verbrecherischen Absichten. Hier gewinnt Sophie Marceau als erstes Bond-Girl eine Dominanz gegenüber dem Geheimagenten.
Eine besondere Rolle fällt unter allen Verfilmungen „Her Majesty the Queen Elisabeth II.“ zu. Während der Eröffnungsfeier im Londoner Olympiastadion wurde der von Danny Boyle gedrehte Kurzfilm Happy and Glorious gezeigt, in dem die (damals 86-jährige) Queen sich an der Seite von Daniel Craig (in seiner Rolle als James Bond) selbst spielt. Im April 2013 erhielt sie einen BAFTA-Ehrenpreis für ihre Unterstützung der britischen Filmindustrie und wurde während der Zeremonie als „unvergesslichstes Bond-Girl aller Zeiten“ bezeichnet.
Das erste Bondgirl war Linda Christian im Fernsehfilm Casino Royale von 1954.

### Liste der Darstellerinnen
| Nr. | Titel                          | Jahr | Bond-Darsteller | Bond-Girl                                                                         | Schauspielerin                                                          |
| --- | ------------------------------ | ---- | --------------- | --------------------------------------------------------------------------------- | ----------------------------------------------------------------------- |
| 0–  | Casino Royale                  | 1954 | Barry Nelson    | Valerie Mathis                                                                    | Linda Christian                                                         |
| 01  | James Bond jagt Dr. No         | 1962 | Sean Connery    | Honey Ryder Sylvia Trench Miss Taro                                               | Ursula Andress Eunice Gayson Zena Marshall                              |
| 02  | Liebesgrüße aus Moskau         | 1963 | Sean Connery    | Tatiana Romanova Sylvia Trench                                                    | Daniela Bianchi Eunice Gayson                                           |
| 03  | Goldfinger                     | 1964 | Sean Connery    | Jill Masterson Tilly Masterson Pussy Galore                                       | Shirley Eaton Tania Mallet Honor Blackman                               |
| 04  | Feuerball                      | 1965 | Sean Connery    | Dominique „Domino“ Derval Fiona Volpe Patricia Fearing                            | Claudine Auger Luciana Paluzzi Molly Peters                             |
| 0–  | Casino Royale                  | 1967 | David Niven     | Vesper Lynd Mata Bond Agentin Mimi/Lady Fiona McTarry „The Detainer“ Miss Longleg | Ursula Andress Joanna Pettet Deborah Kerr Daliah Lavi Jacqueline Bisset |
| 05  | Man lebt nur zweimal           | 1967 | Sean Connery    | Aki Kissy Suzuki Helga Brandt                                                     | Akiko Wakabayashi Mie Hama Karin Dor                                    |
| 06  | Im Geheimdienst Ihrer Majestät | 1969 | George Lazenby  | Tracy Bond (Teresa di Vicenzo) Ruby Bartlett Nancy                                | Diana Rigg Angela Scoular Catherine Schell                              |
| 07  | Diamantenfieber                | 1971 | Sean Connery    | Tiffany Case Plenty O’Toole                                                       | Jill St. John Lana Wood                                                 |
| 08  | Leben und sterben lassen       | 1973 | Roger Moore     | Solitaire Rosie Carver Miss Caruso                                                | Jane Seymour Gloria Hendry Madeline Smith                               |
| 09  | Der Mann mit dem goldenen Colt | 1974 | Roger Moore     | Mary Goodnight Andrea Anders                                                      | Britt Ekland Maud Adams                                                 |
| 10  | Der Spion, der mich liebte     | 1977 | Roger Moore     | Anya Amasova (Agent XXX) Naomi                                                    | Barbara Bach Caroline Munro                                             |
| 11  | Moonraker                      | 1979 | Roger Moore     | Holly Goodhead Corinne Dufour Privatjet-Hostess Manuela                           | Lois Chiles Corinne Cléry Leila Shenna Emily Bolton                     |
| 12  | In tödlicher Mission           | 1981 | Roger Moore     | Melina Havelock Lisl von Schlaf Bibi Dahl                                         | Carole Bouquet Cassandra Harris Lynn-Holly Johnson                      |
| 13  | Octopussy                      | 1983 | Roger Moore     | „Octopussy“ Magda                                                                 | Maud Adams Kristina Wayborn                                             |
| 0–  | Sag niemals nie                | 1983 | Sean Connery    | Domino Petachi Fatima Blush                                                       | Kim Basinger Barbara Carrera                                            |
| 14  | Im Angesicht des Todes         | 1985 | Roger Moore     | Stacey Sutton May Day                                                             | Tanya Roberts Grace Jones                                               |
| 15  | Der Hauch des Todes            | 1987 | Timothy Dalton  | Kara Milovy                                                                       | Maryam d’Abo                                                            |
| 16  | Lizenz zum Töten               | 1989 | Timothy Dalton  | Lupe Lamora Pam Bouvier                                                           | Talisa Soto Carey Lowell                                                |
| 17  | GoldenEye                      | 1995 | Pierce Brosnan  | Natalya Simonova Xenia Zaragevna Onatopp                                          | Izabella Scorupco Famke Janssen                                         |
| 18  | Der Morgen stirbt nie          | 1997 | Pierce Brosnan  | Wai Lin Paris Carver                                                              | Michelle Yeoh Teri Hatcher                                              |
| 19  | Die Welt ist nicht genug       | 1999 | Pierce Brosnan  | Dr. Christmas Jones Elektra King                                                  | Denise Richards Sophie Marceau                                          |
| 20  | Stirb an einem anderen Tag     | 2002 | Pierce Brosnan  | Giacinta „Jinx“ Johnson Miranda Frost Verity                                      | Halle Berry Rosamund Pike Madonna                                       |
| 21  | Casino Royale                  | 2006 | Daniel Craig    | Vesper Lynd Solange                                                               | Eva Green Caterina Murino                                               |
| 22  | Ein Quantum Trost              | 2008 | Daniel Craig    | Camille Montes Strawberry Fields                                                  | Olga Kurylenko Gemma Arterton                                           |
| 23  | Skyfall                        | 2012 | Daniel Craig    | Eve Moneypenny Sévérine                                                           | Naomie Harris Bérénice Marlohe                                          |
| 24  | Spectre                        | 2015 | Daniel Craig    | Dr. Madeleine Swann Lucia Sciarra Estrella                                        | Léa Seydoux Monica Bellucci Stephanie Sigman                            |
| 25  | Keine Zeit zu sterben          | 2021 | Daniel Craig    | Dr. Madeleine Swann Paloma Naomi (007)                                            | Léa Seydoux Ana de Armas Lashana Lynch                                  |